# Duck Stab/Buster & Glen
Az 1978-as Duck Stab/Buster & Glen a The Residents nagylemeze. Gyakran nevezik Duck Stab-nek a Duck Stab! középlemez után, mely hét dalt tartalmazott. Ehhez a hét dalhoz adták hozzá azokat a számokat, amelyek a Buster and Glen kiadványon szerepeltek volna, végül a lemez B-oldalára kerültek fel. Az album bekerült az 1001 lemez, amit hallanod kell, mielőtt meghalsz című könyvbe.

## Az album dalai
|     | Cím                  | Szerző(k)     | Hossz |
| --- | -------------------- | ------------- | ----- |
| 1.  | Constantinople       | The Residents | 2:23  |
| 2.  | Sinister Exaggerator | The Residents | 3:28  |
| 3.  | The Booker Tease     | The Residents | 1:04  |
| 4.  | Blue Rosebuds        | The Residents | 3:08  |
| 5.  | Laughing Song        | The Residents | 2:12  |
| 6.  | Bach Is Dead         | The Residents | 1:12  |
| 7.  | Elvis and His Boss   | The Residents | 2:29  |
| 8.  | Lizard Lady          | The Residents | 1:54  |
| 9.  | Semolina             | The Residents | 2:48  |
| 10. | Birthday Boy         | The Residents | 2:41  |
| 11. | Weight-Lifting Lulu  | The Residents | 3:11  |
| 12. | Krafty Cheese        | The Residents | 1:59  |
| 13. | Hello Skinny         | The Residents | 2:41  |
| 14. | The Electrocutioner  | The Residents | 3:20  |

## Közreműködők
- The Residents – hangszerelés, producer
- Ruby – ének
- Snakefinger – ének
- G. Whifler – fényképész

## Fordítás
Ez a szócikk részben vagy egészben a Duck Stab/Buster & Glen című angol Wikipédia-szócikk ezen változatának fordításán alapul.  Az eredeti cikk szerkesztőit annak laptörténete sorolja fel. Ez a jelzés csupán a megfogalmazás eredetét és a szerzői jogokat jelzi, nem szolgál a cikkben szereplő információk forrásmegjelöléseként.